# Palatstorget

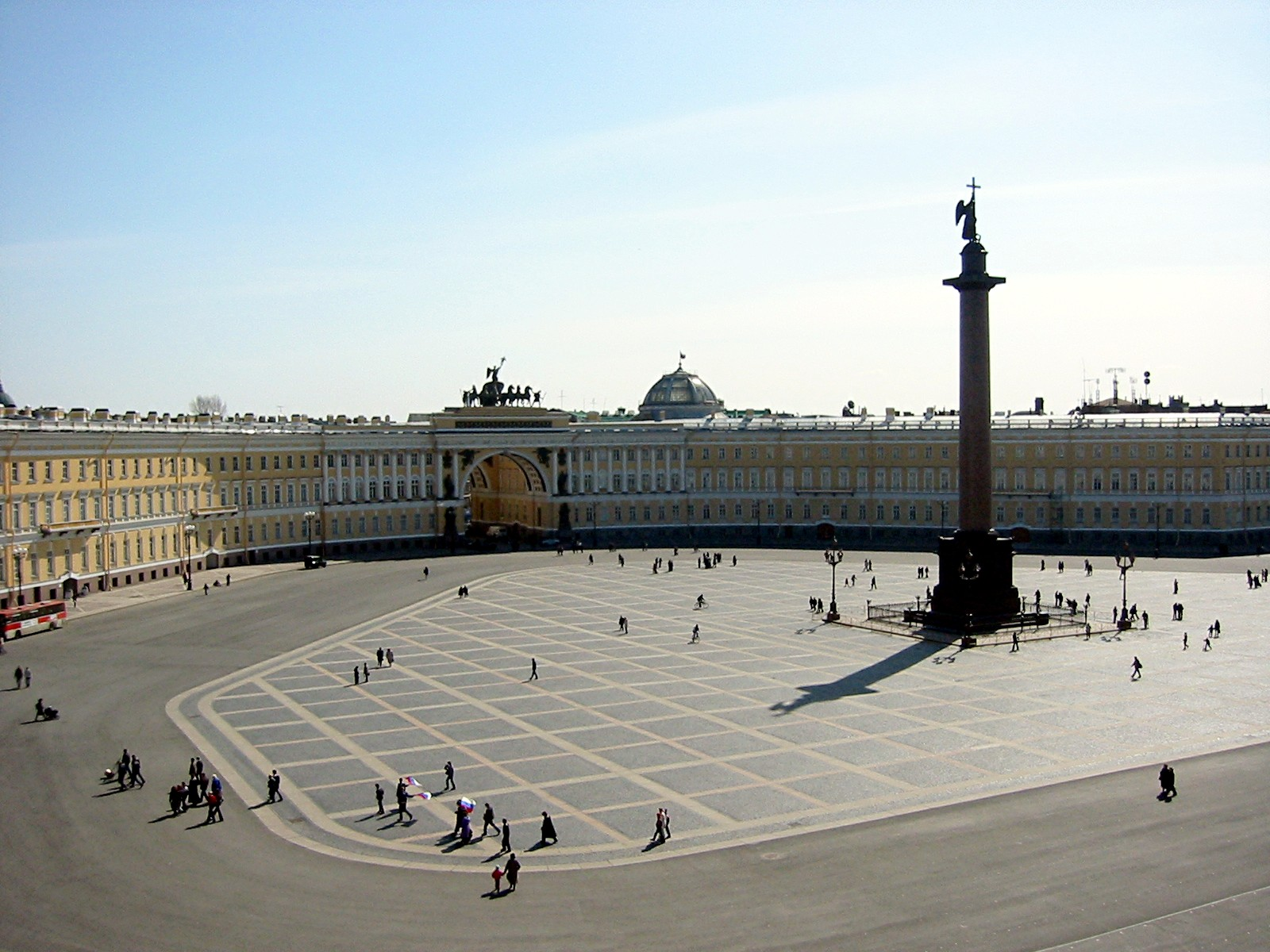
Palatstorget 2004.

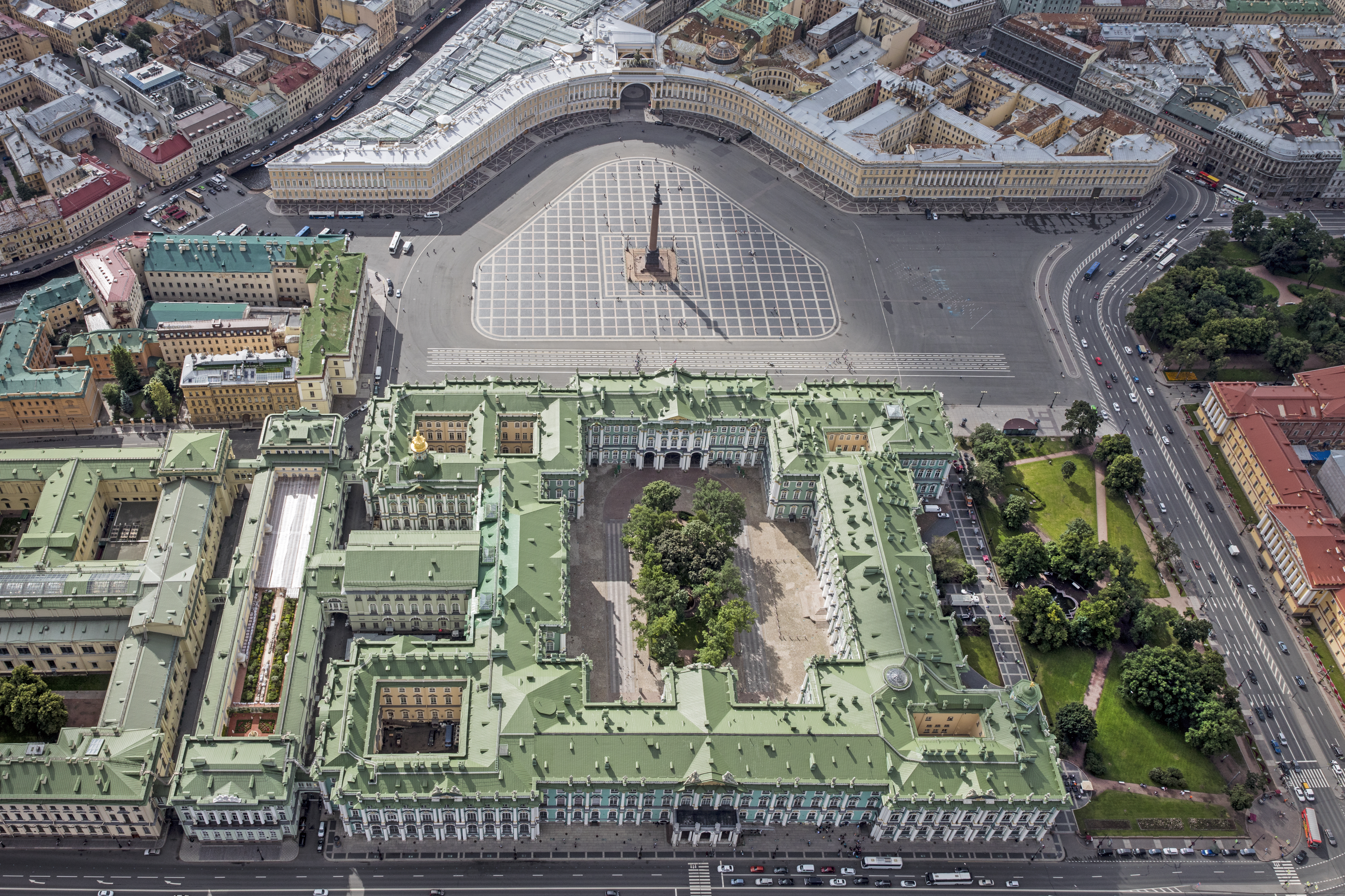
Palatstorget 2016, med Vinterpalatset nedtill och Generalstabens byggnad upptill i bild.

Palatstorget (ryska: Дворцо́вая пло́щадь, Dvortsovaja Plosjtjad) är ett stort torg i centrala Sankt Petersburg, som fått sitt namn från det intilliggande Vinterpalatset.
I mitten av torget står den mest kända symbolen för Sankt Petersburg, Alexanderkolonnen. Den sattes upp 1834–1839 på initiativ av tsar Nikolaj I för att fira hans äldre bror Alexander I:s seger över Napoleon. Nygifta besöker ofta Alexanderkolonnen, enligt en legend kan de påverka hur många barn de kommer att få genom att gå det antalet gånger runt kolonnen och hålla varandras händer.
Flera historiska händelser har skett på torget, bland annat Blodiga söndagen 1905 och oktoberrevolutionen 1917.